# Кульбачная, Раиса Ивановна
Раиса Ивановна Кульбачная (род. 7 мая 1941, Велье-Никольское, Тульская область) — советский политический деятель, электромонтажница Симферопольского механического завода Крымской области. Депутат Совета Союза Верховного Совета СССР 10-11-го созывов.

## Биография
Родилась в крестьянской семье. В 1959 году окончила среднюю школу. С 1959 по 1960 год училась в Калужском профессионально-техническом училище, получила специальность слесаря-сборщика.
В 1960-1962 годах — слесарь-сборщик калужского завода автомотоэлектрооборудования РСФСР.
Окончила курсы киномехаников в Симферополе. В 1962–1965 годах — киномеханик кинотеатра «Родина» города Симферополя.
С 1965 года — электрообмотчица Симферопольского электромеханического завода Крымской области.
Без отрыва от производства окончила техникум.
С 1979 по 1989 год — депутат верховного совета СССР от Крымской области (избирательный участок №482).
Затем на пенсии в городе Симферополь.

## Награды
- Медаль «За трудовое отличие»
- Медаль «За доблестный труд. В ознаменование 100-летия со дня рождения Владимира Ильича Ленина»
- Медали [уточнить]
- Знак "Ударник пятилетки"